# HD 76151
HD 76151 är en ensam stjärna belägen i den norra delen av stjärnbilden Vattenormen. Den har en skenbar magnitud av ca 6,00 och är mycket svagt synlig för blotta ögat där ljusföroreningar ej förekommer. Baserat på parallaxmätning inom Hipparcosuppdraget på ca 58,5 mas, beräknas den befinna sig på ett avstånd på ca 56 ljusår (ca 17 parsek) från solen. Den rör sig bort från solen med en heliocentrisk radialhastighet på ca 28 km/s.

## Egenskaper
HD 76151 är en gul till vit stjärna i huvudserien av spektralklass G3 V. Den har en massa som är ca 0,92 solmassor, en radie som är ca 0,88 solradier och har ca  1,1 gånger solens utstrålning av energi från dess fotosfär vid en effektiv temperatur av ca 5 700 K.
Ett överskott av infraröd strålning har observerats runt stjärnan, vilket sannolikt anger närvaro av en omgivande stoftskiva inom en radie av 7,9 AE. Temperaturen hos skivan är 99 K.